# Gerald Lankester Harding
Gerald Lankester Harding (8 décembre 1901 - 11 février 1979) est un archéologue britannique qui est directeur du Département des antiquités de Jordanie de 1936 à 1956. Son mandat couvre la période au cours de laquelle les Manuscrits de la mer Morte sont découverts et portés à la connaissance du public.

## Biographie
Harding est né à Tianjin, dans le nord de la Chine en 1901, mais passe son enfance de 2 à 13 ans à Singapour. Il retourne au Royaume-Uni avec ses parents en 1913, mais son père est tué pendant la Première Guerre mondiale et Harding gagne sa vie dans un certain nombre d'emplois de 16 à 25 ans. Pendant ce temps, il est fasciné par les hiéroglyphes égyptiens et rejoint finalement les cours du soir dirigés par l'égyptologue Margaret Alice Murray. Reconnaissant son talent, elle l'encourage à écrire à William Matthew Flinders Petrie et à postuler pour participer à l'une de ses fouilles.
En 1926, Petrie fouille à Tel Gamma, près de Gaza dans le sud de la Palestine, où Harding le rejoint. Les talents archéologiques de Harding apparaissent rapidement et avec James Leslie Starkey et Olga Tufnell, il devient membre d'un groupe de jeunes archéologues connus sous le nom de "Petrie's Pups". Pendant les fouilles, il apprend rapidement l'arabe parlé des Bédouins locaux et parle leur dialecte tout au long de sa vie bien qu'il ait vécu à Amman et au Liban les années suivantes. Il apprend également l'arabe écrit en autodidacte. Harding et les autres "petits" travaillent avec Petrie à Tell Jemmeh, Tell Fara et Tell el-Ajjul entre 1926 et 1931, mais en 1932, ils commencent leurs propres fouilles majeures, sous la direction de Starkey, à Tell ed-Duweir (Biblical Lachish), où sont retrouvées les fameuses « Lettres de Lakish », écrites en écriture paléo-hébraïque sur des tessons de poterie. Avec Olga Tufnell et Charles Inge, Harding est responsable du deuxième volume du rapport final.
En 1936, Harding est nommé inspecteur en chef des Antiquités par le gouvernement sous mandat britannique pour succéder à George Horsfield. Avec l'aide de son assistant bédouin Hasan Awad, qui est également un excellent archéologue, Harding revitalise le Département des antiquités et se met à explorer, photographier et cataloguer les sites et les antiquités de Jordanie. Ses photographies et ses archives méticuleuses sont toujours détenues par le département et enregistrent une grande partie de ce qui a disparu depuis. En plus de mener un grand nombre de fouilles et d'enquêtes, il établit un ensemble de cartes archéologiques de la Jordanie, fonde le Musée archéologique sur la citadelle d'Amman et crée en 1951 la revue The Annual of the Department of Antiquities of Jordan, qui existe toujours.
Harding est très conscient de la nécessité d'établir un cadre de jeunes archéologues jordaniens pour lui succéder et, pendant une longue période, il demande des fonds pour permettre aux étudiants jordaniens d'étudier à l'étranger car, à cette époque, il n'y avait pas d'universités en Jordanie. Il réussit à obtenir un financement pour qu'un étudiant aille à l'Institut d'archéologie de l'Université de Londres, mais l'étudiant, ayant terminé ses cours, prend un emploi au Royaume-Uni, et après cela, les gouvernements jordaniens ne sont pas disposés à payer pour que d'autres étudient l'archéologie à l'étranger.
En 1948, Harding apprend l'existence des Manuscrits de la mer Morte à partir d'un rapport dans une revue archéologique. Comme ils sont trouvés dans sa juridiction, il se met immédiatement à en sauver le plus grand nombre possible et à découvrir leur contexte archéologique afin de préserver les informations importantes qu'ils pourraient fournir. En sa qualité de conservateur par intérim du Musée Archéologique de Palestine (maintenant le Musée Rockefeller) à Jérusalem, il utilise cette institution pour aider à la recherche de l'origine des rouleaux. En collaboration avec l'American Schools of Oriental Research et l'École biblique et archéologique française de Jérusalem, il négocie l'accès aux rouleaux et leur point d'origine, et il organise un financement pour les acheter aux Bédouins qui les ont initialement trouvés. Avec le Père Roland de Vaux, Harding organise ensuite un groupe de brillants jeunes chercheurs pour travailler sur les rouleaux, dont Josef Milik, John Strugnell et John Allegro.
En 1948, Harding et de Vaux apprennent finalement l'emplacement de la grotte d'où proviennent les rouleaux et la fouillent. Par la suite, ils enquêtent sur le site de peuplement de Qumrân et examinent deux tombes du cimetière de Qumran. En février 1952, il participe avec de Vaux à la fouille de grottes dans le Wadi Murabba'at. Harding continue à superviser les questions concernant Qumran et les manuscrits jusqu'en 1956, lorsque la crise de Suez se produit. Lui, avec John Bagot Glubb (Glubb Pacha) et tous les autres fonctionnaires britanniques sont démis de leurs fonctions par le gouvernement jordanien.
En 1959, Harding publie The Antiquities of Jordan, un aperçu des sites archéologiques nombreux et variés de Jordanie, qui comprend un chapitre sur Qumran, et qui reste le guide le plus populaire sur la Jordanie pendant plusieurs décennies.
La même année, Harding est chargé par le gouvernement britannique de mener la première grande enquête archéologique dans le protectorat d'Aden (sud du Yémen). C'est ce qu'il fait et publie ses résultats dans son livre Archéologie dans le protectorat d'Aden. Il contribue également à la création et à l'organisation du musée d'Aden et à la sécurisation et au catalogage de la célèbre collection Muncherjee d'anciennes antiquités sud-arabes.
À la fin des années 1940, Harding s'intéresse aux anciennes inscriptions nord-arabes, dont il existe plusieurs milliers en Jordanie. Après 1956, il consacre une énergie considérable à en publier plusieurs milliers. En 1971, il produit An Index to the Concordance of Pre-Islamic Names and Inscriptions, un ouvrage massif qui est utilisé universellement par ceux qui travaillent sur les anciennes inscriptions du nord et du sud de l'Arabie.
Harding est mort à Londres, où il a été envoyé pour un traitement médical. Cependant, en signe de respect pour le service qu'il a rendu au Royaume hachémite de Jordanie, ses cendres sont renvoyées en Jordanie et, avec l'autorisation des autorités, sont enterrées au dessus du site archéologique de Jerash.
Harding aurait inspiré le personnage du père Lankester Merrin dans le roman The Exorcist de l'auteur américain William Peter Blatty ; Blatty avait rencontré Harding alors qu'il était en poste à Beyrouth,.

## Publications
- 1949 "Recent work on the Jerash forum" Palestine Exploration Quarterly 81 (Jan.–April 1949): 12–20.
- 1949 "The Dead Sea Scrolls" Palestine Exploration Quarterly 81 (July–Oct. 1949): 112–116.
- 1952 "Khirbet Qumran and Wady Muraba'at" Palestine Exploration Quarterly 84 (May–Oct. 1952): 104–109.
- 1953 Four Tomb Groups from Jordan (London: Palestine Exploration Fund)
- 1953 "The Cairn of Hani'" Annual of the Department of Antiquities of Jordan 3 (1953): 8–56
- 1958 "Recent discoveries in Jordan" Palestine Exploration Quarterly 90 (Jan.–Jun. 1958): 7–18.
- 1959 The Antiquities of Jordan (London: Lutterworth Press).
- 1971 An Index and Concordance of Pre-Islamic Names and Inscriptions (University of Toronto, Near and Middle East Series 8)
- 1978 with F.V. Winnett Inscriptions from Fifty Safaitic Cairns (University of Toronto, Near and Middle East Series 9)

## Biographie
- Allegro, John M., Les manuscrits de la mer Morte (Harmondsworth : Pelican, 1956).
- Drower, Margaret S. 1985. " Flinders Petrie: Une vie en archéologie " (Londres: Victor Gollancz, 1985)
- de Vaux, Roland, "La Grotte des Manuscrits Hébreux", Revue Biblique 56 (1949), 586–609.
- Harding, Gerald Lankester, Les Antiquités de la Jordanie (Londres : Lutterworth Press, 1959).
- Macdonald, Michael "In Memoriam Gerald Lankester Harding" Annuel du Département des Antiquités de Jordanie 23 (1979): 198–200.
- Sparks, Rachael Thyrza. 2019. Creuser avec Petrie : Gerald Lankester Harding à Tell Jemmeh, 1926–1927. Bulletin d'histoire de l'archéologie, 29(1) : 3, pp. 1–16.DOI 10.5334/bha-609   .
- VanderKam, James & Flint, Peter, La signification des manuscrits de la mer Morte (HarperSanFrancisco, 2002) (ISBN 0-06-068464-X)
- Winnett, Fred V. "Gerald Lankester Harding: 1901–1979" Archéologue biblique, Écoles américaines de recherche orientale. Printemps 1980 : 127